# Branko Kodrič
Branko Kodrič, slovenski politik, * 31. maj 1962, Maribor, † 18. avgust 2006.
Med letoma 2002 in 2006 je bil član Državnega sveta Republike Slovenije.